# Taryn
Taryn ist ein weiblicher Vorname aus dem englischen Sprachraum.

## Herkunft und Bedeutung
Der Name Taryn ist die weibliche Form des Namens Tyrone. Die Schauspieler Tyrone Power und Linda Christian erdachten ihn anlässlich der Geburt ihrer Tochter Taryn Power.

## Bekannte Namensträgerinnen
- Taryn Hemmings (* 1986), US-amerikanische Fußballspielerin
- Taryn Manning (* 1978), US-amerikanische Sängerin und Schauspielerin
- Taryn Marler (* 1988), australische Schauspielerin
- Taryn Power (1953–2020), US-amerikanische Schauspielerin
- Taryn Reif (* 1976), US-amerikanische Schauspielerin
- Taryn Simon (* 1975), US-amerikanische Künstlerin
- Taryn Southern (* 1986), US-amerikanische Schauspielerin, Drehbuchautorin, Produzentin, Komponistin und Sängerin
- Taryn Terrell (* 1985), US-amerikanische Wrestlerin, Schauspielerin und Model
- Taryn Thomas (* 1983), US-amerikanische Pornodarstellerin